# Döbelns park

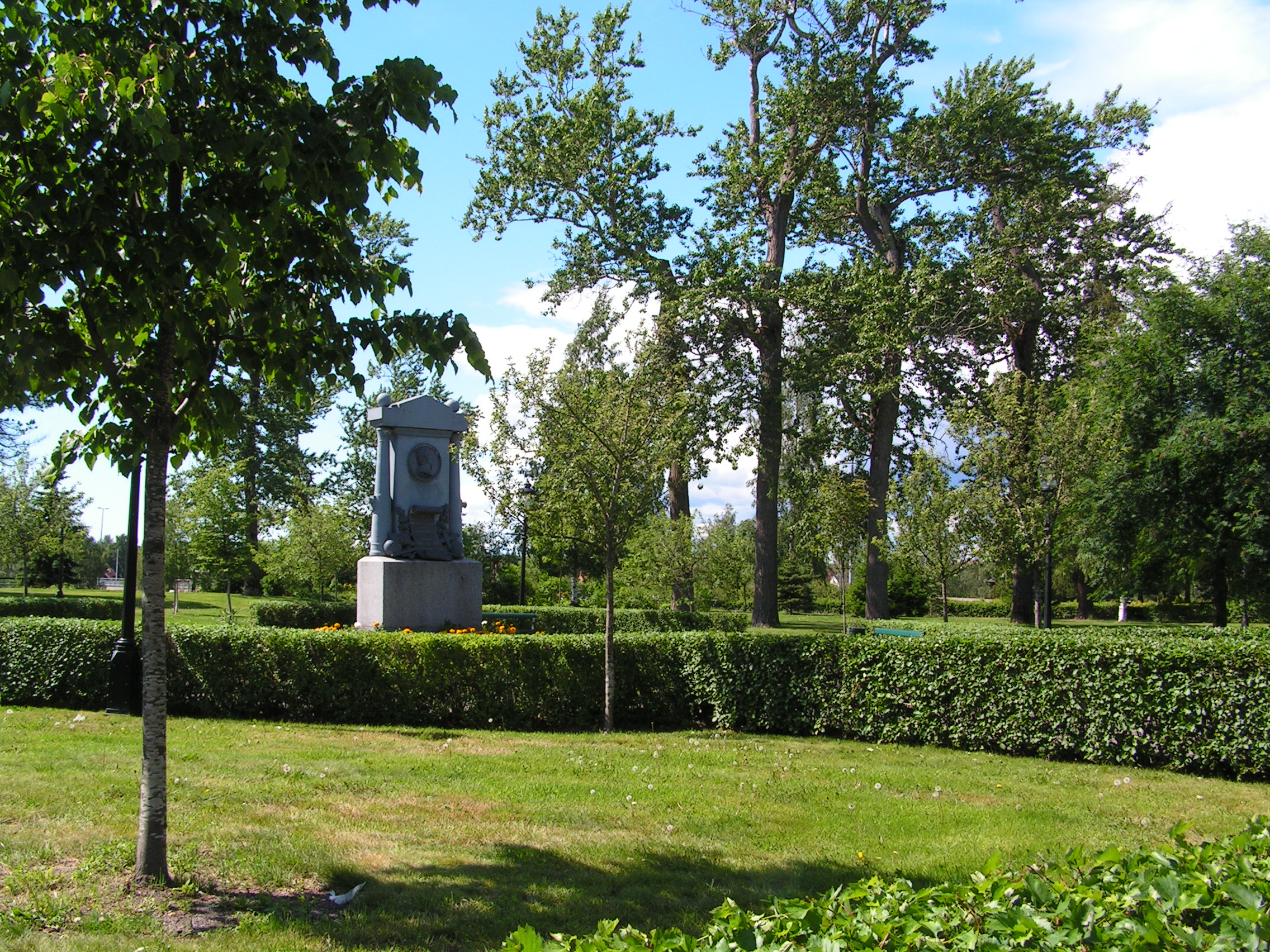
Döbelns park med monumentet.

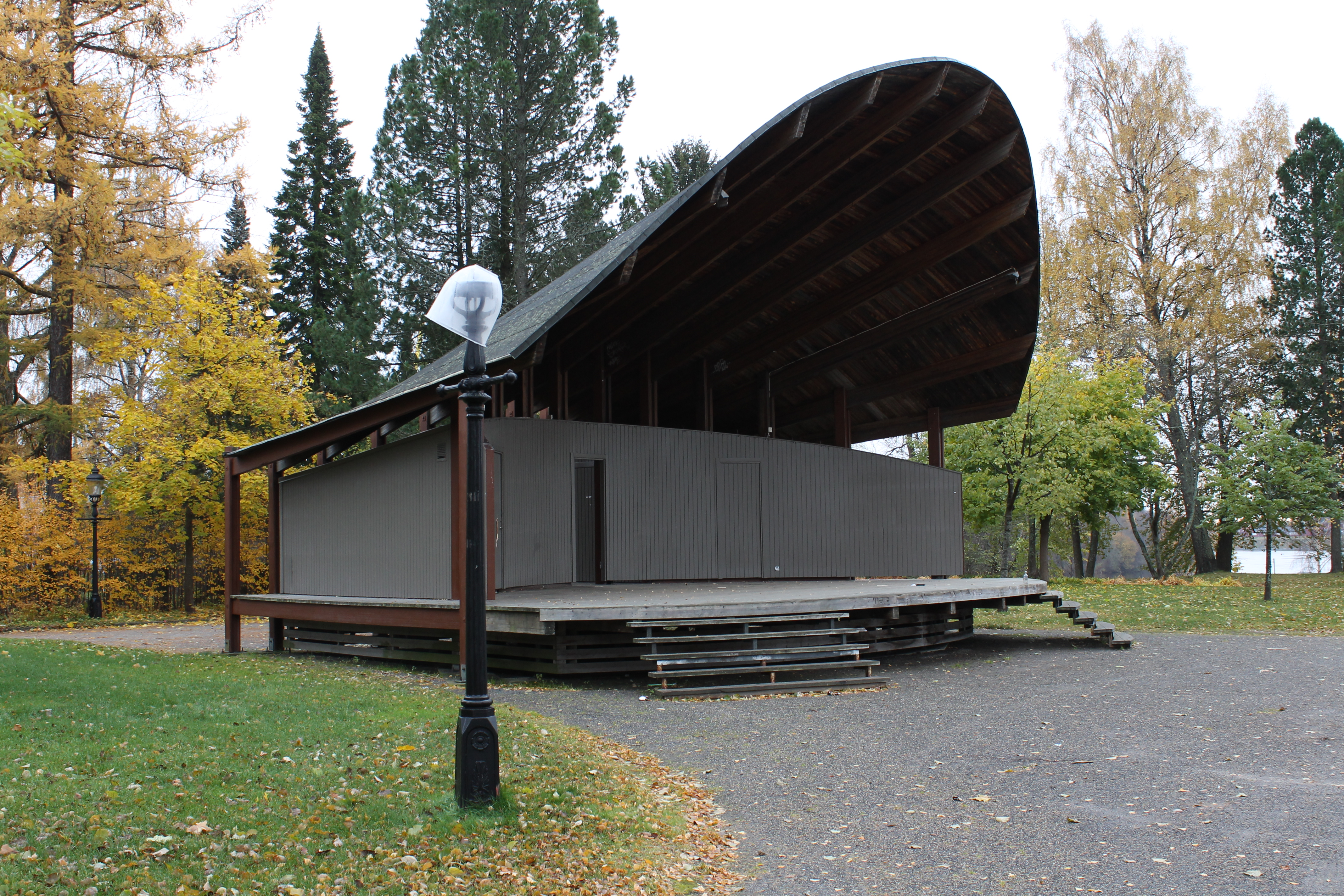
En moden estrad uppförd för olika framträdanden.

Döbelns park är den äldsta parken i Umeå och har under lång tid varit en kulturpark med musikuppträdande och teater. 
År 1865 anlades en park på en del av tomten till länsresidenset efter ett riksdagsbeslut om överlåtelse av marken till staden. Den anlades som en engelsk park med slingrande gångar och pittoreska bersåer och uteplatser. Monumentet i gjutjärn av en okänd konstnär till minne av general Georg Carl von Döbeln invigdes 1867. Parken kallades först Stadsträdgården, men döptes om efter resningen av monumentet.
Sedan 1920 fanns en musikpaviljong i parken, den var åttakantig med ett välvt koppartak med en gyllne lyra som utsmyckning.. Senare uppfördes en fast scen för de kulturevenemang som hålls i parken. 
Parken ligger mellan länsresidenset, Östra Kyrkogatan, Storgatan och Östra Strandgatan.